# Chiến dịch Thunderstorm
Chiến dịch Thunderstorm là mật danh cho hoạt động của Quân đội Singapore nhằm ngăn chặn dân tị nạn chạy trốn khỏi Việt Nam Cộng hòa sau khi Sài Gòn thất thủ năm 1975. Hoàng Căn Thành đảm nhận việc giám sát chiến dịch này.

## Bối cảnh
Sau khi Sài Gòn thất thủ vào ngày 30 tháng 4 năm 1975, một số lượng lớn người dân miền Nam Việt Nam bắt đầu chạy trốn khỏi nước mình vì sợ bị đàn áp làm dấy lên làn sóng thuyền nhân Việt Nam.
Ngày 2 tháng 5 năm 1975, làn sóng tị nạn đầu tiên gồm 300 người đến vùng biển Singapore trên tàu Trường Hải. Tổng cộng có tới 8.355 người tị nạn được cho là đã vào vùng biển Singapore trong thời gian này cho đến ngày 14 tháng 5 năm 1975.
Trong lúc đấy, Chiến dịch Thunderstorm được MINDEF triển khai, khiến Singapore trở thành một trong những quốc gia đầu tiên ngăn chặn người tị nạn vào bờ biển của mình. Chiến dịch này có sự tham gia của Không quân Cộng hòa Singapore, Hải quân Cộng hòa Singapore, Quân đội Singapore và Cảnh sát Bảo vệ Bờ biển lúc bấy giờ (nay là Cảnh sát biển Singapore) cũng như nhiều cơ quan và cơ quan chính phủ khác nhau.

## Mục tiêu
Mục tiêu chính của chiến dịch này là ngăn chặn, cách ly và phòng ngừa người tị nạn tiến vào và lưu trú tại Singapore.

## Thi hành
Hải quân Cộng hòa Singapore và Cảnh sát biển Singapore được giao nhiệm vụ ngăn chặn và giam giữ tất cả các tàu tị nạn vừa đặt chân đến Singapore. Những khu vực kiểm dịch đã được thiết lập dọc theo các bãi biển của Marine Parade và Bệnh viện dã chiến SAF được triển khai đến Bedok Jetty nhằm cung cấp dịch vụ sơ cứu và các dịch vụ y tế thiết yếu khác.
Hải quân bèn cử toán kỹ thuật viên và kỹ sư đến kiểm tra và sửa chữa đoàn tàu tị nạn. Thực phẩm, nước uống, dầu đốt và các vật dụng khác được cung cấp để đảm bảo tàu khởi hành. Một số vũ khí cũng bị tịch thu từ các thuyền tị nạn.